# Anke Voss-Hubbard
Anke Voss-Hubbard est une archiviste, écrivaine et militante féministe américaine.
Originaire d'Allemagne, elle devient féministe lors de ses études pour devenir archiviste. Elle est diplômée en histoire et en archivistique.

## No Documents-No History
En 1995, elle écrit l'article No Documents-No History (« Pas de documents - Pas d'histoire » pour la revue American Archiviste. Dans cet article, qui reprend une citation de Fustel de Coulanges comme titre, elle décrit le parcours de Marie Ritter Beard et ses tentatives pour fonder un « Centre du Monde pour les Femmes des Archives » (World Center for Women's Archives - WCWA) dans les années 1930.  
Dans sa lutte pour prouver que la place des femmes dans l'histoire a une importance égale à celle des hommes, Beard fait valoir que la preuve documentaire peut appuyer le fait que les femmes ont joué un rôle dans tous les aspects de la société, et pas seulement les mouvements pacifiques comme l'histoire les y limite.  
La WCWA est dissoute en 1940. Dans la foulée, Beard se consacre à trouver un lieu de conservation pour les archives collectées en se concentrant sur le fonds Smith and Radcliffe. Grâce à Margaret Storrs Grierson, la collection est à présent conservée par la Sophia Smith Collection. 
En conclusion, Voss-Hubbard a fait remarquer que la formation des archives revient souvent à des non-archivistes et que, pour reprendre les paroles de Beard, la « stimulation de l'intérêt » pour le féminisme est peut-être la plus grande réussite de ces collectages,.

## Spécialisations actuelles
Après l'écriture de cet article influent Voss-Hubbard est devenue l'une des spécialistes des collections numériques et du féminisme dans le domaine des archives. 
Elle a joué un rôle dans la mise à disposition des documents de Margaret Sanger, ainsi que d'autres documents concernant le contrôle des naissances et d'autres sujets de la Sophia Smith Collection et d'autres archives. Le fait qu'une archiviste puisse être engagée dans une démarche féministe est davantage accepté, et le nombre de présentation de collections centrées sur les femmes a significativement augmenté.